# Madridské dohody

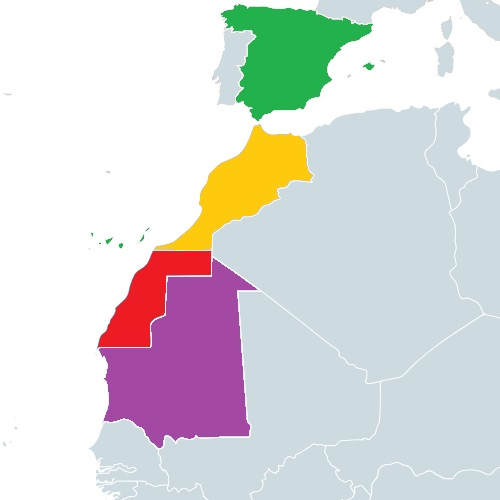
Strany Madridských dohod:
Španělsko
Maroko
Mauritánie
Španělská Sahara

Madridské dohody, oficiálně Deklarace zásad mezi Španělskem, Marokem a Mauritánií ohledně Západní Sahary, byla smlouva mezi Španělskem, Marokem a Mauritánií, která stanovila šest zásad, podle kterých skončí španělská přítomnost na území Španělské Sahary a zajistí se dočasná správa oblasti.
Území bylo španělskou provincií a bývalou kolonií. Dohoda byla podepsána v Madridu 14. listopadu 1975, šest dní předtím, než Franco zemřel. Dohodu začala španělská vláda realizovat poté, co k tomu byla zmocněna zákonem o dekolonizaci Sahary, ratifikovaným španělskými kortesy 18. listopadu. Madridské dohody území rozdělily mezi Maroko a Mauritánii, přičemž slíbily respektovat názor Sahařanů vyjádřený prostřednictvím zástupců místních kmenů (jemáa); fronta Polisario v nich nehrála žádnou roli. Na základě dohod se Polisario přemístilo z mauritánských hranic do Alžírska.

## Pozadí

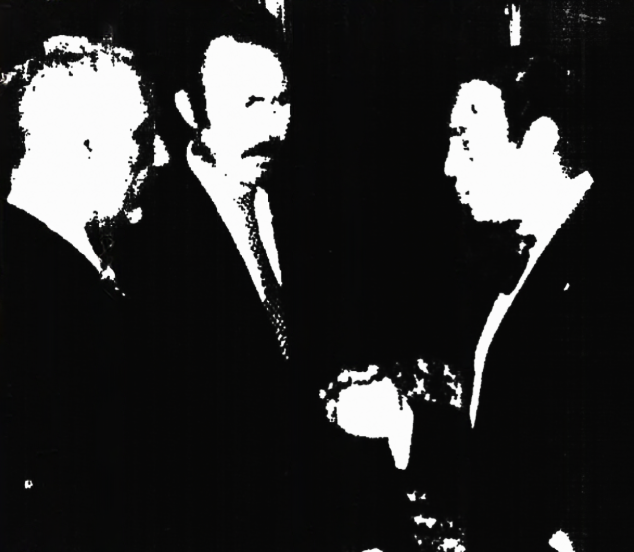
Mauritánský prezident Moktar Ould Daddah, alžírský prezident Houari Boumédiène a marocký král Hasan II. během summitu o španělské Sahaře v roce 1973 v Agádíru

Rabat si od své nezávislosti v roce 1956 nárokoval území jako historicky marocké. Bezprostředně po nezávislosti Maroka bojovala jižní větev marocké osvobozenecké armády - Saharská osvobozenecká armáda, se španělskými jednotkami v Sidi Ifni, Sakia al-Hamra a Rio de Oro a podařilo se jí osvobodit většinu území. V roce 1958 se Madridu podařilo s francouzskou pomocí obnovit plnou kontrolu nad územím. Rabat nadále prohlašoval, že Španělská Sahara a Mauritánie jsou součástí „Velkého Maroka“, a Mauritánii z tohoto požadavku vyjmul až v roce 1969. Marocké územní požadavky trvaly v 60. letech a nabyly na intenzitě na počátku 70. let, když se ukázalo, že kolonialismus končí.[zdroj?]
Na druhé straně prezident Moktar Ould Daddah prohlásil území součástí „Velké Mauretánie“. V důsledku těchto požadavků se o budoucnost provincie vedly spory několik let a současně se Španělsko pokoušelo nastolit buď vnitřní autonomii, nebo prošpanělský nezávislý stát. Kromě toho nezávislá skupina domorodých Sahařanů zvaná Fronta Polisario, založená roku 1973, usilovala o nezávislost prostřednictvím partyzánské války. Organizace spojených národů považovala tuto oblast od roku 1963 za kolonii a požadovala pro ni sebeurčení v souladu s rezolucí Valného shromáždění 1514.

### Okolnosti
Madridské dohody následovaly po Zeleném pochodu, což byla demonstrace 350 000 Maročanů svolaná králem Hasanem II. dne 6. listopadu 1975, která měla vyvinout tlak na španělské úřady.[zdroj?] Zelený pochod, stejně jako stále vzrušenější rétorické výměny mezi Madridem a Rabatem přesvědčily Španělsko, že Maroko je ochotno vstoupit do války o toto území. Memorandum Ústřední zpravodajské služby USA Henrymu Kissingerovi to uvedlo na začátku října 1975. Když španělský vůdce Francisco Franco umíral (upadl do kómatu a zemřel 20. listopadu), vláda se snažila vyhnout konfliktu a rozhodla se rozdělit území, aby si zachovala maximální možný vliv a ekonomický prospěch.[zdroj?]

## Obsah a důležitost

### Text Madridských dohod
Zveřejněný text Madridských dohod:

Dne 14. listopadu 1975 se v Madridu sešly delegace legitimně zastupující vlády Španělska, Maroka a Mauritánie, a prohlásily, že se dohodly v pořadí na následujících zásadách:
1. Španělsko potvrzuje své odhodlání, opakovaně vyjádřené ve Spojených národech, dekolonizovat území Západní Sahary tím, že ukončí povinnosti a pravomoci, které má nad tímto územím jako spravující mocnost.
2. V souladu s výše uvedeným rozhodnutím a v souladu s jednáními prosazovanými Organizací spojených národů s dotčenými stranami Španělsko neprodleně přistoupí k zavedení dočasné správy na území, na níž se budou podílet Maroko a Mauretánie ve spolupráci s Jemáa na něž přejdou všechny odpovědnosti a pravomoci uvedené v předchozím odstavci. Je dohodnuto jmenovat na návrh Maroka a Mauritánie dva viceguvernéry, aby byli nápomocni generálnímu guvernérovi území při výkonu jeho funkcí. Ukončení španělské přítomnosti na území bude ukončeno nejpozději do 28. února 1976.
3. Názory saharského obyvatelstva vyjádřené prostřednictvím Jemáa budou respektovány.
4. Tyto tři země budou informovat generálního tajemníka Organizace spojených národů o podmínkách stanovených v tomto dokumentu jako výsledek jednání uskutečněných v souladu s článkem 33 Charty Organizace spojených národů.
5. Tři zúčastněné země prohlašují, že k výše uvedeným závěrům dospěly v nejvyšším duchu porozumění a bratrství, s náležitým respektem k zásadám Charty Organizace spojených národů a jako nejlepší možný příspěvek k udržení mezinárodního míru a bezpečnosti.
6. Tento nástroj vstoupí v platnost dnem zveřejnění „zákona o dekolonizaci Sahary“ v Boletin Oficial del Estado, který zmocní španělskou vládu převzít závazky podmíněně stanovené v tomto nástroji.

### Komentáře
Thompsonová a Adloff napsali:
Podle zveřejněných podmínek [smlouvy] Španělsko souhlasilo s dekolonizací Sahary a opuštěním oblasti do 28. února 1976. Do té doby měl území spravovat španělský generální guvernér, kterému měli pomáhat marocký a mauritánský náměstek při respektování místního veřejného mínění vyjádřeného prostřednictvím jemáa. (…) Pokud jde o fosfátový důl v Bukře, Španělsko si mělo ponechat 35 procent akcií ve společnosti Fosfatos de Bucraa, SA, Fosbucraa, a část z 65 procent, která by připadla Maroku, by pravděpodobně přešlo na Mauritánii. Údajně existovaly nezveřejněné dohody mezi třemi signatáři, které poskytly Španělsku kompenzace ohledně jeho rybolovných práv a odložení dalších marockých požadavků na španělské severoafrické državy, jakož i odškodnění repatriovaných španělských a kanárských civilistů.
Studie Knihovny Kongresu Spojených států Mauritánie (1990) uvádí, že:
Počátkem roku 1975 se Maroko i Mauritánie dohodly, že se budou řídit rozhodnutím Mezinárodního soudního dvora o statutu Španělské Sahary, ale když soud v říjnu 1975 rozhodl, že žádná země není oprávněna požadovat suverenitu nad územím, se obě vlády rozhodly rozhodnutí ignorovat. V listopadu 1975 uzavřely Madridské dohody se Španělskem, podle nichž Maroko získalo severní dvě třetiny území, zatímco Mauritánie získala jižní třetinu. Dohoda také obsahovala podmínku, že Španělsko si ponechá podíly v těžebním podniku Bucraa. Mauritánie přistoupila k dohodám na základě pravděpodobně správné úvahy, že jinak by Maroko se svou silnější armádou pohltilo celé území.

## Dopady

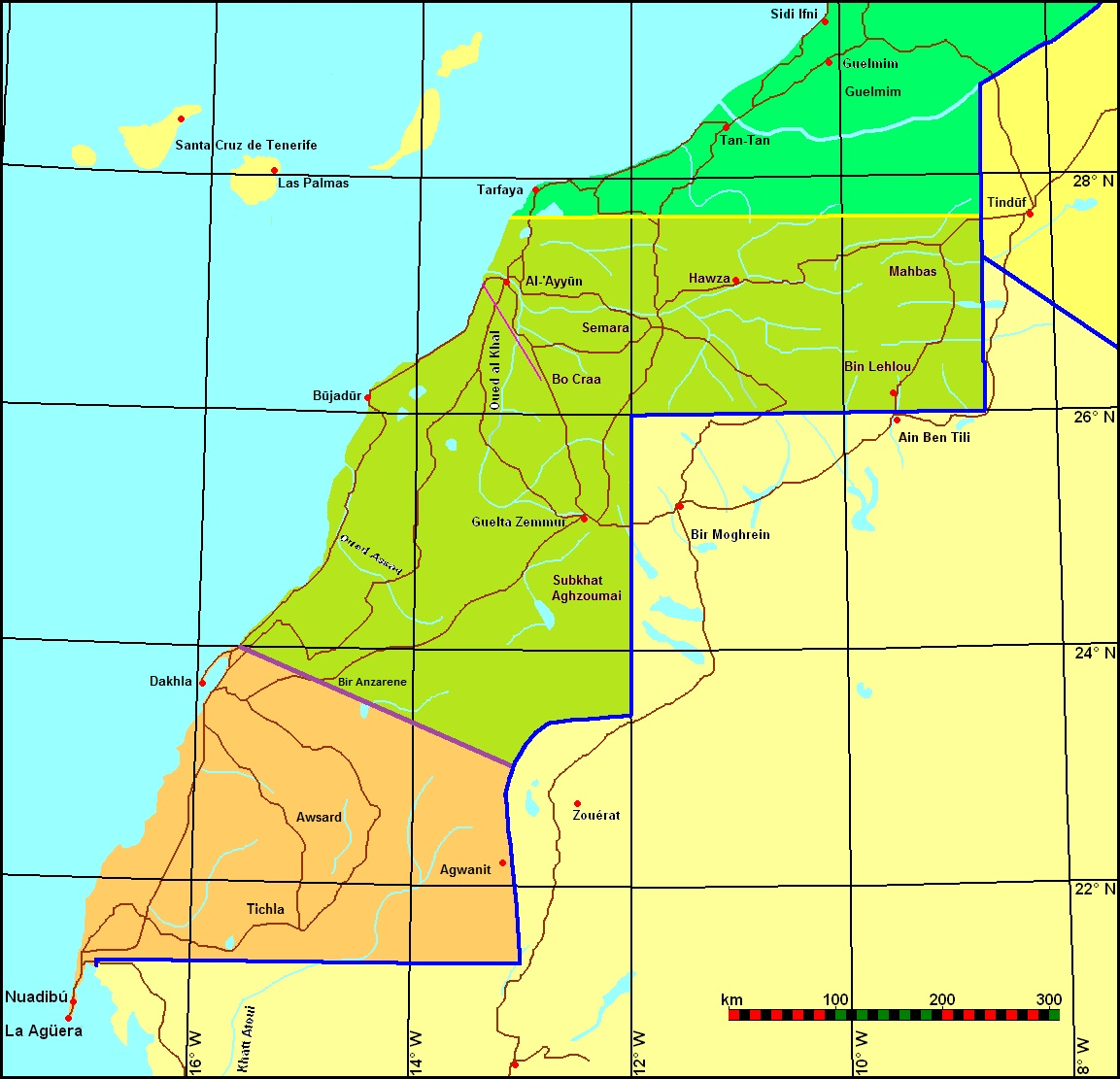
Rozdělení Západní Sahary mezi Maroko a Mauritánii

Proti dohodám se ostře postavilo Alžírsko a fronta Polisario, která zůstala oddána nezávislosti. Alžírsko vyslalo do Madridu delegaci na vysoké úrovni s cílem tlačit na Španělsko, aby dohody nepodepisovalo, přičemž již od počátku roku 1975 vojensky a diplomaticky podporovalo frontu Polisario. Oficiálně odůvodňovalo Alžírsko svoji pozici snahou prosadit chartu OSN a bojovat proti kolonialismu, ačkoli existují domněnky, že skutečnými důvody bylo omezit vliv Maroka v oblasti a získat přístup k Atlantskému oceánu. K napjatým vztahům přispěla dlouhodobá rivalita mezi oběma zeměmi.[zdroj?] Boumédiènova vláda začala intenzivně zásobovat partyzány Polisario zbraněmi, poskytla jim útočiště a mezinárodně odsoudila dohody. Alžírsko vyhostilo asi 45 000 marockých občanů, kteří tehdy žili v Alžírsku, a zahájilo rozhlasové vysílání na podporu jak Polisaria a v daleko menší míře i separatistických skupin na Kanárských ostrovech, což bylo nejspíš ve snaze potrestat Španělsko.
Aby prosadily své nároky, Maroko a Mauritánie rozmístily svoje jednotky na vymezené území, což mělo za následek ozbrojené střety mezi jednotkami obou zemí a Polisariem. Polisario a Alžírsko považovaly postup Maroka a Mauretánie za cizí invazi, zatímco Maroko a Mauretánie viděly boj proti Polisariu jako boj proti separatistické skupině. Na podporu Polisaria vyslalo Alžírsko vojáky hluboko do území, ale po bitvě u Amgaly v roce 1976 nakonec ustoupilo.
Střety se proměnily v 17 let trvající válku, během níž byla Mauritánie v roce 1979 nucena ustoupit a vzdala se všech nároků na region. V důsledku konfliktu se část obyvatel území stala uprchlíky. Konflikt byl v roce 1991 ukončen příměřím, ale po incidentech po blokádě silničního přechodu v Guergueratu v roce 2020 ho fronta Polisario vypověděla.

## Mezinárodní status dohod
Organizace spojených národů považuje Západní Saharu za nesuverénní území, které čeká na formální dekolonizaci. Uznává, že Maroko v současné době de facto spravuje většinu z toho, ale ani Valné shromáždění, ani žádný jiný orgán OSN to nikdy neuznaly jako podklad pro suverenitu. Hans Corell, podtajemník pro právní záležitosti a právní poradce Organizace spojených národů, se v dopise z roku 2002 vyjádřil k zákonnosti kroků, které marocké úřady podnikly při podepisování smluv o průzkumu nerostných zdrojů v Západní Sahaře:
 
Dne 14. listopadu 1975 byla v Madridu uzavřena Deklarace zásad o Západní Sahaře mezi Španělskem, Marokem a Mauritánií (dále jen „Madridská dohoda“), čímž byly pravomoci a odpovědnosti Španělska jako spravující mocnosti území převedeny na dočasná tripartitní správa. Madridská dohoda nepřenesla suverenitu nad územím ani neudělila žádnému ze signatářů status spravující mocnosti, status, který by Španělsko samo nemohlo jednostranně převést. Převod správní pravomoci nad územím Maroku a Mauritánii v roce 1975 neovlivnil mezinárodní status Západní Sahary jako nesamosprávného území. (…) Dne 26. února 1976 Španělsko informovalo generálního tajemníka, že k tomuto datu ukončilo svou přítomnost v Západní Sahaře a vzdalo se své odpovědnosti nad územím, čímž jej ve skutečnosti ponechalo pod správou Maroka a Mauritánie v jejich příslušných kontrolovaných oblastech. Po stažení Mauritánie z území v roce 1979, po uzavření mauritánsko-saharské dohody ze dne 19. srpna 1979 (S/13503, příloha I), Maroko spravovalo území Západní Sahary samo. Maroko však není uvedeno jako mocnost spravující území na seznamu nesamosprávných území Organizace spojených národů, a proto nepředávalo informace o území v souladu s článkem 73e Charty Spojených národů.
Maroko si nadále nárokuje Západní Saharu jako nedílnou součást svého území, mimo jiné na základě Madridských dohod. Fronta Polisario vyhlásila v roce 1976 Saharskou arabskou demokratickou republiku (SADR) a její exilová vláda, která sídlí v Alžírsku, popírá, že by Madridské dohody měly jakoukoli platnost, a nárokuje si celou oblast, ačkoli ve skutečnosti kontroluje pouze její malé neobyvatelné části. OSN Saharskou arabskou demokratickou republiku neuznává, ale do Africké unie (AU) byla přijata jako zástupce Západní Sahary. Mauritánie se od roku 1979 zcela stáhla z konfliktu.
Do současnosti zůstává status území Západní Sahary sporný.